# Avenida Cinquentenário
Avenida Cinquentenário, também conhecida como Avenida do Cinquentenário, é uma importante e histórica avenida de Itabuna, município brasileiro do sul da Bahia. Está localizada no Centro da cidade.
É o centro econômico e comercial de Itabuna. É famosa por ser um local de compras, comércio, bancos e muito movimento, tanto de veículos quanto de pessoas.
A avenida é um dos mais antigos logradouros da cidade.

## Nome
O nome "Avenida Cinquentenário" deve-se à comemoração dos 50 anos de Itabuna, que ocorreu em 1960. Foi a partir dos anos 1960 que o lugar passou por profundas transformações e deixou de ser uma rua para transformar-se numa avenida.

## Economia
A Avenida Cinquentenário é o principal centro comercial de Itabuna. Responde pela maior concentração de lojas da cidade, assim como também de empresas.

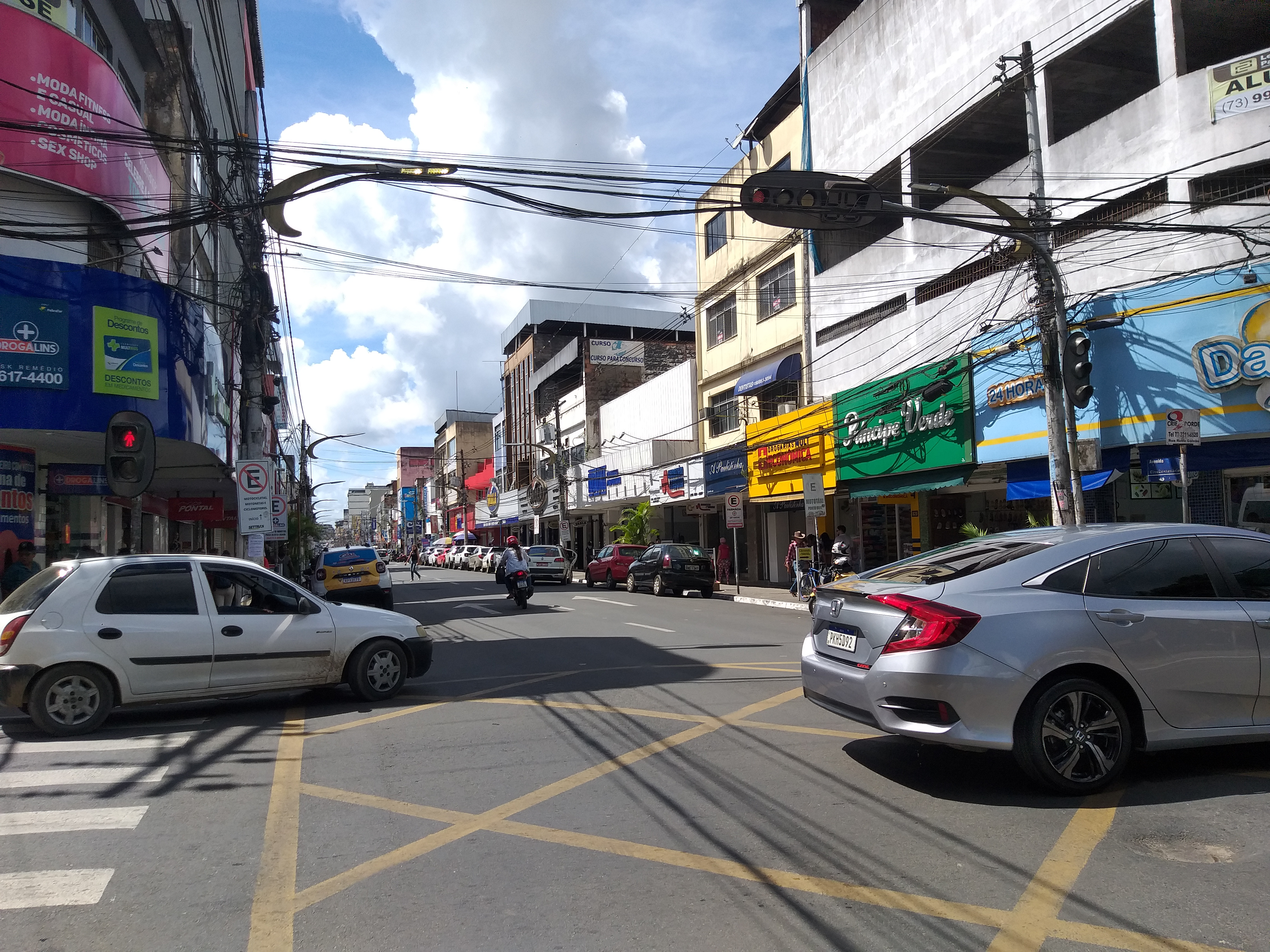
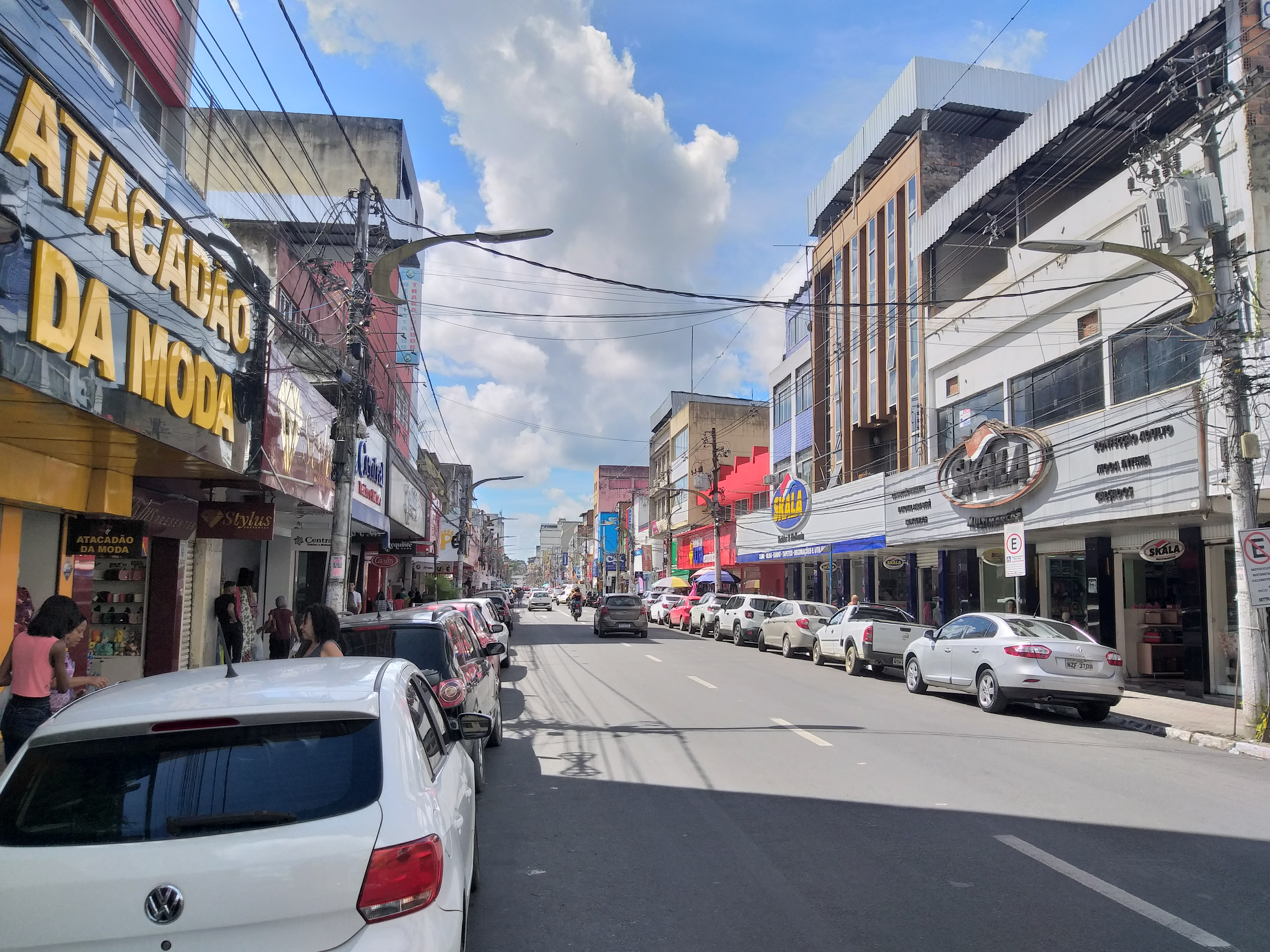